# Distretto di Guandu
Il distretto di Guandu (官渡区S, Guāndù QūP) è un distretto della Cina, situato nella provincia di Yunnan e amministrato dalla prefettura di Kunming.